# Воинственский, Михаил Анатольевич
Воинственский Михаил Анатольевич (1916—1996) — доктор биологических наук, профессор, советский биолог (орнитолог) украинского происхождения, а также эволюционист, природоохранный деятель.

## Биография
Воинственский родился 14 февраля 1916 года в Киеве. Его мать была учителем, отец — врачом. Окончил школу в Киеве в 1930 году. В 1931—1932 годах учился в Киевском агрономическом техникуме. В течение 1933—1938 годов учился на биологическом факультете Киевского государственного университета. Его учителями были В. М. Артоболевский, И. И. Шмальгаузен, М. М. Воскобойников. В 1938 году поступил в аспирантуру при Зоологическом музее Киевского университета. В это время он занимается изучением экологии и систематики синиц, поползней фауны Украины. Защитить диссертацию помешала Великая Отечественная война.
В 1941—1944 годах служил в рядах Советской армии. С 1944 года возвращается на работу в Киевский университет, в 1946 году защищает кандидатскую диссертацию, материалы которой легли в основу монографии «Пищухи, поползни, синицы УССР» (1949). После 1946 года работает старшим преподавателем, а с 1949 года — доцентом университета. Докторская диссертация, защищенная в 1956 году, была посвящена орнитофауне степной зоны Европейской части СССР (тема: «Современное состояние и происхождение орнитофауны степной зоны Европейской части СССР»). Её материалы легли в основу монографии, опубликованной в 1960 году. В 1956 году он был назначен на должность заведующего музейным сектором Института зоологии АН УССР. В 1959 году сектор был реорганизован в зоомузей и отдел позвоночных животных (ныне — часть Национального научно-природоведческого музея НАН Украины), в котором Воинственский работал все последующие годы, длительный период возглавляя его. В 1960 году ему было присуждено звание профессора. Работал заместителем директора Института зоологии по науке, затем был несколько лет директором Центрального научно-природоведческого музея АН УССР. В 1984 году выступил инициатором возобновления работы Украинского орнитологического общества имени К. Ф. Кесслера.

## Работа в научных обществах и общественных организациях
На протяжении 1963—1982 годов был председателем Украинского общества охраны природы. Много лет возглавлял Украинское орнитологическое общество им. К. Кесслера. Стал первым президентом Украинского общества охраны птиц (УООП), а со временем и его почетным президентом.

## Награды
За большие заслуги в развитии науки ему было присуждено звание «Заслуженный деятель науки».
Награждён Золотой медалью Выставки достижений народного хозяйства СССР.

## Публикации
Автор более 200 публикаций.
Наиболее важные публикации:
- Воинственский М. А. Пищухи, поползни, синицы УССР: біологія, систематика, хозяйственное значение. — К.: КГУ, 1949.
- Воинственский М. А. Птицы степной полосы Европейской части СССР. Современное состояние орнитофауны и её происхождение. — К.: АН УССР, 1960. — 289 с.
- Воїнственський М. А., Кістяківський О. Б. Визначник птахів УРСР. — К.: Рад. школа, 1962. — 371 с.
- Воїнственський М. А. Птахи. — К.: Рад. школа, 1984.
- Воинственский М. А. Системный отбор и его роль в эволюции. — К.: Институт зоологии АН УССР, 1996.